# Edith Wharton
Edith Wharton (n. 24 ianuarie 1862, New York City, New York, SUA – d. 11 august 1937, Saint-Brice-sous-Forêt⁠(d), Seine-et-Oise, Franța) a fost o scriitoare, romancieră, poetă și traducătoare americană, câștigătoare a unui Premiu Pulitzer și de trei ori nominalizată la Premiul Nobel pentru Literatură în 1927, 1928 și 1930.

## Cărți
| - The Valley of Decision, 1902 - The House of Mirth, 1905 - The Fruit of the Tree, 1907 - The Reef, 1912 - The Custom of the Country, 1913 - Summer, 1917 - The Marne, 1918 - The Age of Innocence, 1920 (a câștigat Pulitzer Prize) - The Glimpses of the Moon, 1922 - A Son at the Front, 1923 - The Mother's Recompense, 1925 - Twilight Sleep, 1927 - The Children, 1928 - Hudson River Bracketed, 1929 - The Gods Arrive, 1932 - The Buccaneers, 1938 (neterminată) - The Touchstone, 1900 - Sanctuary, 1903 - Madame de Treymes, 1907 - Ethan Frome, 1911 - Bunner Sisters, 1916 - Old New York, 1924 1. False Dawn; 2. The Old Maid; 3. The Spark; 4. New Year's Day - Fast and Loose: A Novelette, 1938 (scrisă in 1876–1877) - Verses, 1878 - Artemis to Actaeon and Other Verse, 1909 - Twelve Poems, 1926 | - The Greater Inclination, 1899, include Souls Belated. - Crucial Instances, 1901 - The Descent of Man and Other Stories, 1904 - The Hermit and the Wild Woman and Other Stories, 1908 - Tales of Men and Ghosts, 1910 - Xingu and Other Stories, 1916 - Old New York, 1924 - Here and Beyond, 1926 - Certain People, 1930 - Human Nature, 1933 - The World Over, 1936 - Ghosts, 1937 - Roman Fever and Other Stories, 1964 - Madame de Treymes and Others: Four Novelettes, 1970 - The Ghost Stories of Edith Wharton, 1973 - The New York Stories of Edith Wharton, 2007 - The Other Two, 1904 - The Decoration of Houses, 1897 - Italian Villas and Their Gardens, 1904 - Italian Backgrounds, 1905 - A Motor-Flight Through France, 1908 (de călătorii) - Fighting France, from Dunkerque to Belfort, 1915 (de război) - French Ways and Their Meaning, 1919 - In Morocco, 1920 (de călătorii) - The Writing of Fiction, 1925 (eseuri) - A Backward Glance, 1934 (autobiografie) - Edith Wharton: The Uncollected Critical Writings, Editată de Frederick Wegener, 1996 - Edith Wharton Abroad: Selected Travel Writings, 1888–1920, 1995, Edited by Sarah Bird Wright - The Book of the Homeless, 1916 |